# Augusto Teixeira de Freitas

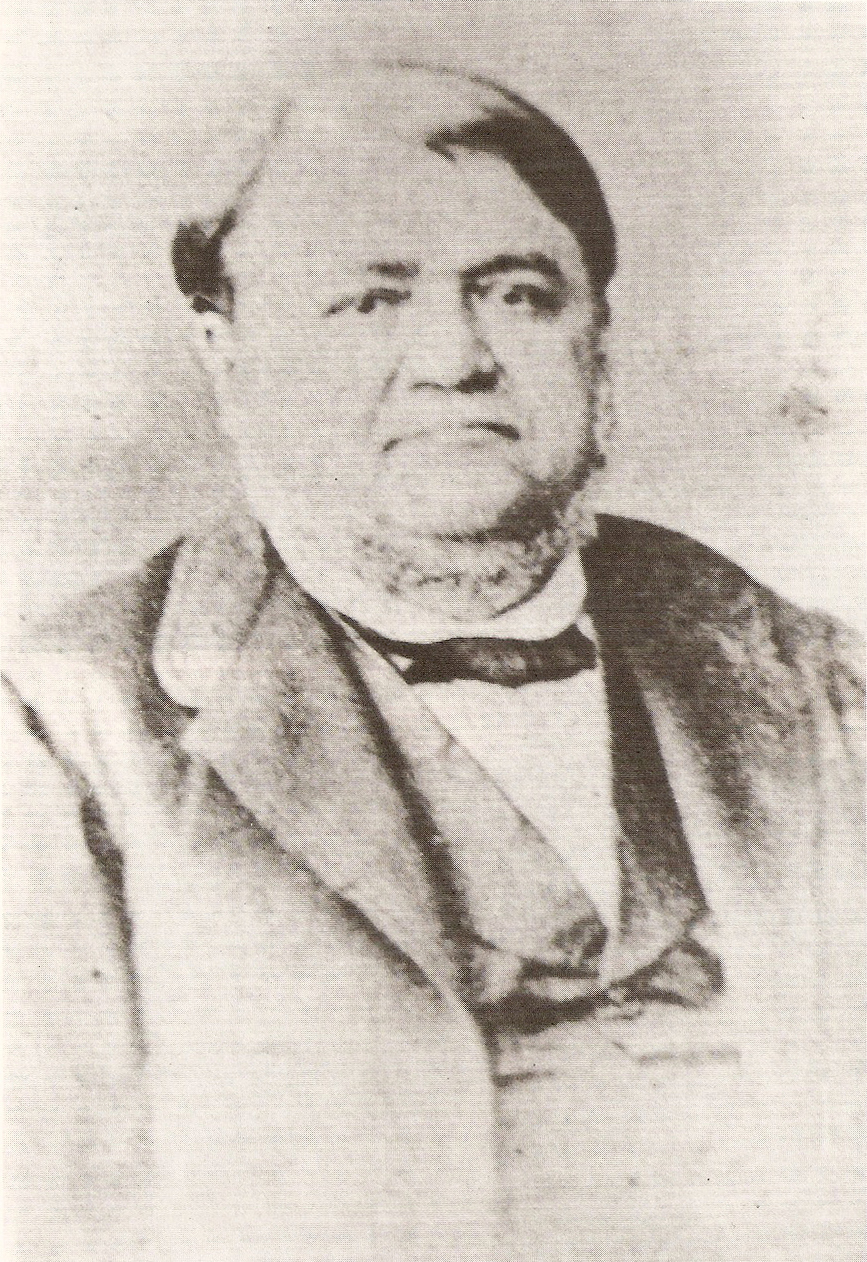
Augusto Teixeira de Freitas.

Augusto Teixeira de Freitas (Cachoeira, Bahía, 19 de agosto de 1816 - Niterói, 13 de diciembre de 1883) fue un jurisconsulto brasileño que ejerció una importante influencia en el derecho civil latinoamericano.
Entre sus obras destacadas se encuentra la recopilación de la legislación portuguesa encomendada por el gobierno de Brasil en 1855, tarea que culminó con la publicación de su "Consolidación de las Leyes Civiles" (Consolidação das Leis Civis). En 1859 el Imperio le encomienda otra tarea, la redacción de un anteproyecto de Código Civil (Esboço de un Código Civil para o Brasil). Esta obra, conocida también como Esbozo de Freitas, quedó inconcluso luego del artículo 4.908 y fue publicado en varias entregas entre 1860 y 1865.